# Грузинский шрифт Брайля
Грузинский шрифт Брайля — разновидность шрифта Брайля для грузинского языка.

## Алфавит
|  |  |  |
|  |  |  |
|  |  |  |
|  |  |  |
|  |  |  |
|  |  |  |
|  |  |  |
|  |  |  |
|  |  |  |
|  |  |  |
|  |  |  |

Так как в грузинском письме не существует разделения на заглавные и строчные буквы, символ «следующий знак — заглавная буква» в грузинском шрифте Брайля не используется.

## Пунктуация
|  |  |  |  |  |  |
|  |  |  |  |  |  |

## Использование
Шрифт Брайля используется в Грузии с 1890-х годов. В 1960 году в Тбилиси была открыта типография, специализирующаяся на печати шрифтом Брайля.
Грузинский шрифт Брайля используется при печати учебников для тбилисской школы №202 для слепых и слабовидящих — единственной школе этого профиля в Грузии. В соответствии с приказом министра образования и науки Грузии от 2011 года шрифт Брайля применяется на Едином национальном экзамене.
В 2020 году грузинским шрифтом Брайля была напечатана Книга Бытия.